# Século IV a.C.
Milénios: segundo milénio a.C. - primeiro milénio a.C. - primeiro milénio d.C.
Séculos: Século V a.C. - Século IV a.C. - Século III a.C.
Este século marcou o auge da civilização grega clássica em todos os seus aspectos. Por volta do ano 400 a.C., a filosofia, arte, literatura e arquitetura gregas se espalharam por toda parte, com as numerosas colônias gregas independentes que surgiram nas terras do Mediterrâneo oriental.
Provavelmente, a série mais importante de eventos políticos neste período foram as conquistas de Alexandre, o Grande, provocando o colapso do outrora formidável Império Aquemênida e espalhando a cultura grega bem ao leste. Alexandre sonhava com uma união leste/oeste, mas quando sua curta vida terminou em 323 a.C., seu vasto império mergulhou na guerra civil enquanto seus generais construíam seus próprios reinos separados. Assim começou a era helenística, um período caracterizado por uma abordagem mais absoluta do governo, com os reis gregos estabelecendo sucessões hereditárias. Embora ainda existisse um certo grau de democracia em algumas das cidades gregas independentes remanescentes, muitos estudiosos consideram essa época marcando o fim da Grécia clássica.
Na Índia, o Império Máuria foi fundado em 322 a.C. por Chandragupta Máuria, que rapidamente expandiu seu poder para o oeste através da Índia central e ocidental, aproveitando as interrupções dos poderes locais na sequência da retirada para o oeste pelos exércitos de Alexandre.
A China no século IV a.C. entrou em uma era de guerras constantes, conhecida como Período dos Estados Combatentes. O período viu a rápida ascensão de grandes estados (como o Reino de Chu) em relação aos menores, graças ao avanço tecnológico. Embora o período geralmente tenha sido caracterizado por historiadores como sendo excessivamente violento em comparação com o Período das Primaveras e Outonos, ele também foi pontuado por diversos crescimentos culturais e sociais por meio da expansão de várias seitas diferentes do confucionismo e do taoísmo e da formulação do pensamento legalista.

## Eventos

### África
- 404-343 a.C.: últimas dinastias independentes no Egito.[1] Dinastia XXVIII, Dinastia XXIX (399-380 AC) e Dinastia XXX (380-341 AC).[2] Início da construção dos templos localizados na Ilha Philæ.[3]
- 380 a.C.: A evidência mais antiga de criação de gado na África Austral foi encontrada em Salumano, Zâmbia.[4]
- 342-332 a.C.: Dinastia XXXI; segundo domínio persa do Egito.
- 333-332 a.C.: conquista do Egito por Alexandre, o Grande. período macedônio (332-305 a.C.).
- 305 a.C.: início da dinastia ptolomaica no Egito.
- Fundação de feitorias fenícias de Ikosim no sítio de Argel [5] e de Ruspina no sítio de Monastir.[6]
- Aparecimento da metalurgia do ferro no reino núbio de Meroé.[7]
- Surgimento do Reino de Axum (séculos IV a II a.C.).[8] Os sabeanos, mineanos e homeritas chegam dos reinos da Arábia Feliz (Iêmen) entre 1000 e 400 a.C.[9]

### Oriente Médio
- 331-323 a.C.: fundação de múltiplas cidades com o nome de Alexandria por Alexandre o Grande.
- 305 a.C.: na Pérsia, os selêucidas sucedem os aquemênidas.
- É escrito os Livros de Crônicas,[10] o Livro de Esdras e o Livro de Neemias.[11][12] escritos provavelmente por um levita anônimo.[13]
- É escrito o Livro de Ester [14]
- Segundo alguns estudiosos, que defendem uma origem no período helenístico, Eclesiastes foi escrito neste século.
- É escrito o Cântico dos Cânticos.[15]
- É escrito o Livro de Joel

### Ásia
- 475-221 a.C.: Período dos Reinos Combatentes na China [16] Muitos estados do norte começam a construir muros em suas fronteiras. Esta prática encontra sua expressão suprema com a construção da Grande Muralha da China construída séculos mais tarde ao longo de mais de 1 600 km.
- 413-345 a.C. J.-C.: na Índia, a dinastia de Xixunaga sucede a dinastia Harianca no trono de Mágada.[17]
- 345-321 a.C. J.-C.: Império Nanda na Índia.
- 321 a.C. AD: na Índia, Chandragupta Máuria derruba e mata o rei de Mágada (Bihar) Dhana Nanda e sua família.[18] Ele fundou o Império Máuria, que controlou grande parte da Índia e do atual Afeganistão até 184 a.C.

### Europa
- 425-260 a.C.: Expansão dos celtas, que se estabeleceram na Gália Cisalpina pelas passagens dos Alpes e tomaram Roma em 390 a.C. Também se estabelecem nas ilhas britânicas, com as populações celtas se extendendo da França até a Romênia.[19][20][21][22][23]

- 403-371 a.C.: hegemonia de Esparta sobre a Grécia clássica.[24] Após a Guerra do Peloponeso, se Atenas experimentou relativa estabilidade, muitas cidades gregas ficaram divididas entre os cidadãos ricos, partidários da oligarquia e os pobres, que exigiam a abolição das dívidas e a partilha de terras.

- 371-362 a.C. AC: hegemonia de Tebas sobre a Grécia clássica. Domínio ateniense no Egeu (371-357 a.C.).

- 359-336 a.C.: expansão do reino da Macedônia sob o reinado de Filipe II. Conquista da Tessália, Trácia, hegemonia sobre as cidades gregas.

- 355-338 a.C.: confronto entre Atenas e Filipe II da Macedônia.

- 338 a.C.: Roma anexa o Lácio no final da guerra latina, primeira etapa da conquista da Itália com as três guerras samnitas de 343 a 290 a.C.[25] No século IV, uma nova cultura adaptada às transformações da sociedade foi estabelecida em Roma.

## Personagens importantes
Na China
- Sun Tzu, estrategista militar, autor d'A Arte da Guerra, ideia retomada e adaptada por diversos autores para estratégia empresarial e inteligência econômica.

Na Grécia
- Platão, filosofo grego, discípulo de Sócrates.
- Asioteia de Flios, filósofa grega, discípula de Platão.
- Aristóteles, filosofo grego, discípulo de Platão.
- Alexandre, o Grande, rei grego, foi discípulo de Aristóteles
- Cálipo de Cízico, astrônomo em Cízico.
- Teopompo, orador e historiador.
- Aristipo de Cirene "o cirenaico", filósofo hedonista.
- Apeles, pintor e Lísipo, escultor, retratistas oficiais de Alexandre, o Grande.
- Praxiteles, escultor ateniense, amante da hetaera Phryne.
- Eubulides de Mileto, conhecido por ser o descobridor de famosos paradoxos filosóficos: o paradoxo do mentiroso e o paradoxo dos sorites.

No Egito
- Achoris (393–380)
- Neferites II (380)
- Teos (362–360)
- Nectanebo II (360-342

## Décadas
Década de 390 a.C. | Década de 380 a.C. | Década de 370 a.C. | Década de 360 a.C. | Década de 350 a.C. | Década de 340 a.C. | Década de 330 a.C. | Década de 320 a.C. | Década de 310 a.C. | Década de 300 a.C.

## Anos
400 a.C. | 399 a.C. | 398 a.C. | 397 a.C. | 396 a.C. | 395 a.C. | 394 a.C. | 393 a.C. | 392 a.C. | 391 a.C.
390 a.C. | 389 a.C. | 388 a.C. | 387 a.C. | 386 a.C. | 385 a.C. | 384 a.C. | 383 a.C. | 382 a.C. | 381 a.C.
380 a.C. | 379 a.C. | 378 a.C. | 377 a.C. | 376 a.C. | 375 a.C. | 374 a.C. | 373 a.C. | 372 a.C. | 371 a.C.
370 a.C. | 369 a.C. | 368 a.C. | 367 a.C. | 366 a.C. | 365 a.C. | 364 a.C. | 363 a.C. | 362 a.C. | 361 a.C.
360 a.C. | 359 a.C. | 358 a.C. | 357 a.C. | 356 a.C. | 355 a.C. | 354 a.C. | 353 a.C. | 352 a.C. | 351 a.C.
350 a.C. | 349 a.C. | 348 a.C. | 347 a.C. | 346 a.C. | 345 a.C. | 344 a.C. | 343 a.C. | 342 a.C. | 341 a.C.
340 a.C. | 339 a.C. | 338 a.C. | 337 a.C. | 336 a.C. | 335 a.C. | 334 a.C. | 333 a.C. | 332 a.C. | 331 a.C.
330 a.C. | 329 a.C. | 328 a.C. | 327 a.C. | 326 a.C. | 325 a.C. | 324 a.C. | 323 a.C. | 322 a.C. | 321 a.C.
320 a.C. | 319 a.C. | 318 a.C. | 317 a.C. | 316 a.C. | 315 a.C. | 314 a.C. | 313 a.C. | 312 a.C. | 311 a.C.
310 a.C. | 309 a.C. | 308 a.C. | 307 a.C. | 306 a.C. | 305 a.C. | 304 a.C. | 303 a.C. | 302 a.C. | 301 a.C.